# Fukuoka SoftBank Hawks
Die Fukuoka SoftBank Hawks (jap. 福岡ソフトバンクホークス, fukuoka sofutobanku hōkusu) sind eine japanische Baseball-Profimannschaft. Sie spielen in der Pacific League. Eigentümer ist das Medienunternehmen SoftBank. Heimat der Hawks ist Fukuoka, ihre Heimspiele tragen sie im Fukuoka Dome aus.

## Geschichte

Platzierung der Hawks in der Pacific League seit der Gründung der Liga 1950. Rote Punkte markieren Siege der Nippon Series.

Die Mannschaft gehört zu den ältesten Profimannschaften im japanischen Baseball. Als Nankai-gun (南海軍) der Eisenbahngesellschaft Nankai Tetsudō nahm sie ab Herbst 1938 am Spielbetrieb der zwei Jahre zuvor gegründeten Profiliga teil. Beheimatet war sie zunächst im Sakai-Ōhama-Baseballstadion (堺大浜球場, Sakai Ōhama kyūjō) in Sakai, Präfektur Osaka, ab 1939 dann im Nakamozu-Baseballstadion (中百舌鳥球場, Nakamozu kyūjō) ebenfalls in Sakai. Reguläre Spiele wurden im Kōshien und im Hankyū-Nishinomiya-Stadion ausgetragen. Sportlich waren die Jahre bis zum Kriegsende wenig erfolgreich, die beste Platzierung erreichte Nankai 1941 als Vierter. Bekannte Spieler der Zeit waren das Pitcherass Kanda Takeo und Tsuruoka Kazuto, Homerunchampion von 1941 und später langjähriger Manager des Teams. Ab Juni 1944 hieß Nankai-gun nach der Fusion der Nankai- mit der Kansai-Kyūkō-Eisenbahn Kinki-Nippon-gun.
An der Wiederaufnahme des Spielbetriebs 1946 beteiligte sich die Mannschaft nun für zwei Jahre als Greatling (グレートリング, gurētoringu).

## Berühmte Spieler und Manager
- Katsuya Nomura (C, 1954–1977)
- Hiromitsu Kadota (OF, 1970–1988)
- Kazunori Yamamoto (OF, 1983–1995)
- Makoto Sasaki (OF, 1984–1993)
- Kōji Akiyama (OF, 1994–2002)
- Hiroki Kokubo (2B, 1994–2003, 2007-)
- Kimiyasu Kudō (P, 1995–1999)
- Kenji Jōjima (C, 1995–2005)
- Kazumi Saitō (P, 1996–)
- Tadahito Iguchi (2B, 1997–2004)
- Nobuhiko Matsunaka (1B, 1997–)
- Munenori Kawasaki (SS, 2000–2011)
- Toshiya Sugiuchi (P, 2002–2011)
- Tsuyoshi Wada (P, 2003–)

## Stadion

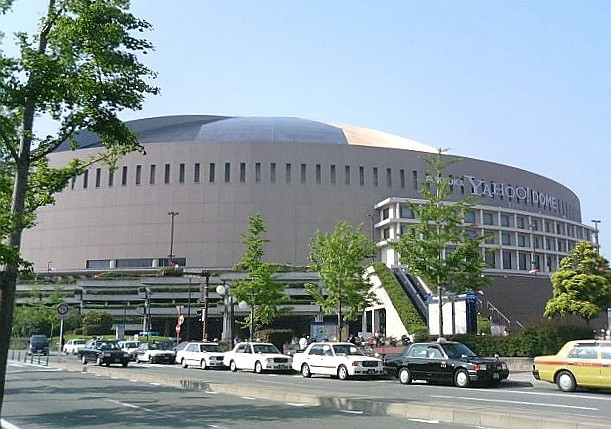
Fukuoka Dome (Yahoo Dome)

Heimstadion der Hawks ist seit 1993 der Fukuoka Dome mit Platz für rund 35.000 Zuschauer. Davor hatten sie seit 1950 im Osaka Stadium (Ōsaka kyūjō) und nach dem Umzug nach Fukuoka ab 1989 im Heiwadai-Baseballstadion gespielt.